# Actionaid
Actionaid (i marknadsföringssammanhang skrivet ActionAid) är en global rättighetsorganisation som arbetar för en rättvis, jämlik och hållbar värld. ActionAid grundades 1972 och finns i 45 länder. Actionaid är religiöst och partipolitiskt oberoende och samarbetar med över 2000 andra organisationer världen över. Organisationen arbetar för flickors rätt att växa upp till självständiga kvinnor med makt att forma både sina egna liv och samhällen, eftersom de anser att det är det mest effektiva sättet att minska fattigdom.. De har ett feministiskt perspektiv på allt arbete, oavsett om det är att bekämpa fattigdom eller orättvisa maktstrukturer. 
Under 2008 samlade Actionaid in 1,8 miljarder kronor internationellt, varav nästan 75 procent kom från privatpersoner, främst från människor om stödjer organisationen som faddrar. I december 2003 flyttades det internationella huvudkontoret till Johannesburg i Sydafrika. I mars 2006 öppnade Actionaid kontor i Sverige.

## Actionaids historia
Actionaid startade 1972 i England och började som en fadderorganisation med inriktning på att tillfredsställa fattiga barns omedelbara behov, främst genom att stödja deras möjligheter till utbildning. 
2003 grundades Actionaid International. En ny internationell styrelse började samordna arbetet globalt. Huvudkontoret ligger i Sydafrika. Den internationella styrelseordföranden är Irene Ovonji-Odida från Uganda, och den internationella generalsekreteraren Joanna Kerr från Kanada.

## Actionaid i Sverige
Våren 2006 öppnade Actionaid ett kontor i Stockholm. I Sverige bedrivs insamlingsarbete och opinionsbildning genom politiska förändringskampanjer.

## Hur Actionaid arbetar
Actionaid arbetar inom sex arbetsområden: Kvinnors och flickors rättigheter, rätten till utbildning, rätten till ett värdigt liv trots hiv/aids, rätten till mat, rätten till skydd vid konflikter eller katastrofer samt rätten till ett demokratiskt styre.
Organisationen arbetar främst med biståndsarbete ute i byar, i så kallade projektområden, men även med att förändra på ett politiskt plan, lokalt och globalt. Ett exempel är de kampanjer som syftar till att förändra regelverk som enligt Actionaid hindrar folk att ta sig ur fattigdom, till exempel när rika länder kräver att ett utvecklingsland ska minska på sina egna satsningar på utbildning och hälsovård för att få bistånd och att fattiga länder förväntas kunna betala av stora summor på sina skulder med pengar som inte finns.